# Libanonsko gorovje
Libanonsko gorovje (arabsko جَبَل لُبْنَان, jabal lubnān, sirsko ܛܘܪ ܠܒ݂ܢܢ, ṭūr leḇnān, ṭūr lewnōn francosko Mont Liban; v preteklosti poimenovano tudi samo Libanon ali Libanonske gore) je gorovje v Libanonu, ki ločuje obalni pas na zahodu in dolino Beka v vzhodnem delu države.
Ime je dobilo po snegu, ki redno pobeli pobočja (zato je danes tam več znanih smučišč). Aramejska beseda laban namreč pomeni belo. Ime se je sčasoma spremenilo v Libanon, po tem gorovju pa je dobila ime tudi današnja država Libanon.

## Geografija
Območje Libanonskega gorovja se razteza vzdolž vse države približno 170 km v smeri severovzhod-jugozahod, vzporedno s sredozemsko obalo. Njegov najvišji vrh je Kurnat as Savda z nadmorsko višino 3088 m. Na tem območju je veliko padavin, vključno s snegom, ki je v povprečju globok približno 4 m.
Libanon so v zgodovini opredeljevale gore, ki so varovale lokalne prebivalce. V Libanonu so spremembe pokrajine manj povezane z geografskimi razdaljami kot z nadmorsko višino. Gorovje je poraščeno s hrastovimi in borovimi gozdovi. Zadnji preostali stari nasadi znamenite libanonske cedre (Cedrus libani var. libanii) so na območju svetovne dediščine Gozd božjih ceder na visokih pobočjih Libanonskega gorovja.
Feničani so uporabljali pogozdeno Libanonsko gorovje za gradnjo ladjedelnic in trgovanje s sosedi. Feničani in vladarji, ki so jim sledili, so območje ponovno pogozdili in obnovili; gozdanto obm9cje je bilo precej obsežno še v 16. stoletju.
Precej teh dreves so do danes posekali. Še najbolj ohranjeni sestoji so v narodnem parku pri Bcharréju.

## Zgodovina
Libanonsko gorovje je večkrwt omenjeno v Stari zavezi. Tirski kralj Hiram I. je poslal tesarje s cedrovim lesom, ki ga je bilo v Libanonskem gorovju v izobilju, da bi zgradili Salomonov tempelj v Jeruzalemu. Od takrat z Libanonskim gorovjem pogosto povezujejo vrsto cedre, znanstveno poimenovano Cedrus libani. Feničani so uporabljali cedro za gradnjo ladij, s katerimi so pluli po Sredozemlju, zato so bili prvi, ki so ustanovljali vasi v tem gorovju in živeli od sekanja ceder in pošiljanja lesa na obalo.
Evzebij Cezarejski piše, da je cesar Konstantin I. uničil Venerin tempelj na vrhu Libanonske gore. Po 5. stoletju našega štetja so na območje iz doline reke Oront v severni Siriji prispeli krščanski menihi, ki so sledili puščavniku z imenom Maron, in začeli pridigati svojo vero prebivalcem najsevernejših delov gorovja. V poznem 8. stoletju se je v severnem Libanonu po ukazu bizantinskega cesarja naselila skupina, znana kot Mardaiti (tudi Dzarajima); njihova naloga je bila napadati islamska ozemlja v Siriji. Ko je cesar sklenil mir z muslimanskim kalifom iz Damaska, so se zlili z lokalnim prebivalstvom; tako so postali del maronitske družbe. Po padcu Ake, zadnje križarske postojanke v Levantu, leta 1291, so se naselili v severnem delu Libanona in postali del maronitske družbe ostanki evropskih naseljencev, ki jim je uspelo ubežati ujetju Mamelukov.
Od 7. stoletja naprej so se v Libanonskem gorovju naselili številni muslimanski asketi in sufiji, ki jih omenjajo popotniki na to območje. Po imenu jih je znanih le malo, npr. Šiban al Mvala in Abas al Majnun. Verjetno v 10. stoletju, ko je v Tripoliju in islamskem svetu nasploh bil v vzponu šiitski islam, je bilo ustanovljenih v Kersevanu in na območju severno od njega ustanovljenih dvanajst šiitskih muslimanskih skupnosti. V 13. stoletju je v Keservanu prevladovalo številno šiitsko prebivalstvo, ki se je naselilo daleč proti severu do Dinijeha, kjer naj bi bilo leta 1470 šiitski fevdalni družini Hamadov zaupano pobiranje davkov. Zaradi vojaških napadov in državnih politik Mamelukov in Osmanov se je ta šiitska populacija sčasoma zmanjšala in se je morala naseliti v južnem Libanonu in dolini Beka, v 19. stoletju pa je bilo v Libanonskem gorovju samo še majhna manjšina.
V 9. stoletju so začela naseljevati južno polovico gorovja plemena iz območja Džabal el Sumak severno od Alepa v Siriji. Ta plemena, znana kot Tanuhidi, so se v 11. stoletju spreobrnila v vero Druzov in vladala območjem Libanonskih gora, ki se raztezajo od Metna na severu do Džezina na jugu. Celotno območje je postalo znano kot Džabal ad Duruz. V zgodnjem 17. stoletju je bilo emirju Fahredinu al Maanu II. zaupan kot glavni pobiralec davkov in dodeljevalec zemljišč v Druziskem delu gora, znanem kot Čuf. V prizadevanju za ponovno naselitev Čufa po osmanski ekspediciji leta 1585 je Fahredin odprl vrata kristjanom in zlasti maronitski naselbini Čuf in Metn.
V 18. in 19. stoletju se je v regijah Druzov v gorovju naselilo vse več maronitov. Druzi so na te maronitske naselbine gledali kot na grožnjo svoji oblasti v Libanonskem gorovju, zato je v nizu spopadov v 1840-ih in 1860-ih letih na tem območju izbruhnila manjša državljanska vojna, v kateri je bilo pobitih več tisoč kristjanov. Druzi so dosegli vojaško, ne pa tudi politično zmago, saj so v imenu maronitov posredovale evropske sile (predvsem Francija in Britanija) in razdelile Libanon na dve območji; Druzi in Maroniti. Ko so opazili upad njihove oblasti v gorskem Libanonu, se je nekaj libanonskih Druzov začelo seliti v novi Džabal ad Duruz v južni Siriji. Leta 1861 je bilo v okviru osmanskega sistema pod mednarodnim jamstvom ustanovljeno avtonomno okrožje Libanonsko gorovje.
Stoletja je maronite v regiji ščitila plemiška družina Kazen, ki sta ji to odgovornost podelila papež Klemen X. in kralj Ludvik XIV. Francoski. V zameno za varovanje princev Faredina al Dina II. in Younèsa al Maanija so imeli status šejkov. Grb Kazenov z zasneženimi gorami in cedro odraža posebno povezanost Kazenov z Libanonom.
Nekateri maroniti še danes trdijo, da naj bi imelo to območje pravico do samoodločbe in odcepitve od nekdaj večinsko krščanskega, danes pa večinsko muslimanskega Libanona.

## Politični izraz
Libanonsko gorovje je svoje ime posodilo tudi dvema političnima oznakama: polavtonomni provinci v osmanski Siriji, ki je bila ustanovljena leta 1861, in osrednjemu guvernatu sodobnega Libanona (guvernat Libanonsko gorovje). Upravna regija Libanonskega gorovja je nastala v času vzpona nacionalizma po državljanski vojni leta 1860. Po pokolih leta 1860 je Francija posredovala v imenu lokalnega krščanskega prebivalstva, Velika Britanija pa v imenu Druzov. Leta 1861 je bilo v okviru osmanskega sistema pod mednarodnim jamstvom ustanovljeno avtonomno okrožje »Libanonsko gorovje«. Maronitski katoličani in Druzi so v zgodnjem 18. stoletju v okviru družbenopolitičnega sistema, znanega kot »maronitski-druzovski dualizem«, v Mutasarifatu Libanonskega gorovja ustanovili sodobni Libanon.
Kristjani so desetletja pritiskali na evropske sile, da bi jim podelile samoodločbo z razširitvijo njihovega majhnega libanonskega ozemlja na tisto, kar so imenovali Veliki Libanon in se nanaša na geografsko enoto, ki obsega Libanonsko gorovje in obalo ter dolino Beka na vzhodu. Po prvi svetovni vojni je Francija prevzela nekdanje osmanske posesti v severnem Levantu in leta 1920 razširila meje Libanonskega gorovja, da bi oblikovala Veliki Libanon, ki naj bi ga naselili ostanki bližnjevzhodne krščanske skupnosti. Kristjani so na koncu ozemeljsko pridobili, nove meje pa so le končale demografsko prevlado kristjanov na novonastalem ozemlju Libanona.